# Rain on Me
Rain on Me ist ein Song der US-amerikanischen Sängerinnen Lady Gaga und Ariana Grande, den sie gemeinsam mit Nija Charles, Rami Yacoub, Tchami, Boys Noize und den Produzenten BloodPop und Burns schrieben. Das Lied wurde als zweite Single des sechsten Studioalbums Chromatica von Lady Gaga ausgekoppelt und erschien am 22. Mai 2020.

## Entstehung
Rain on Me entstand in Zusammenarbeit mit Ariana Grande. Nach Ansicht von Lady Gaga ist der Song „auch eine Metapher für Tränen und für die Menge an Alkohol, die ich zu mir nahm, um mich zu betäuben. Lieber wäre ich trocken, aber wenigstens lebe ich, es regnet auf mich.“

## Marketing und Veröffentlichung

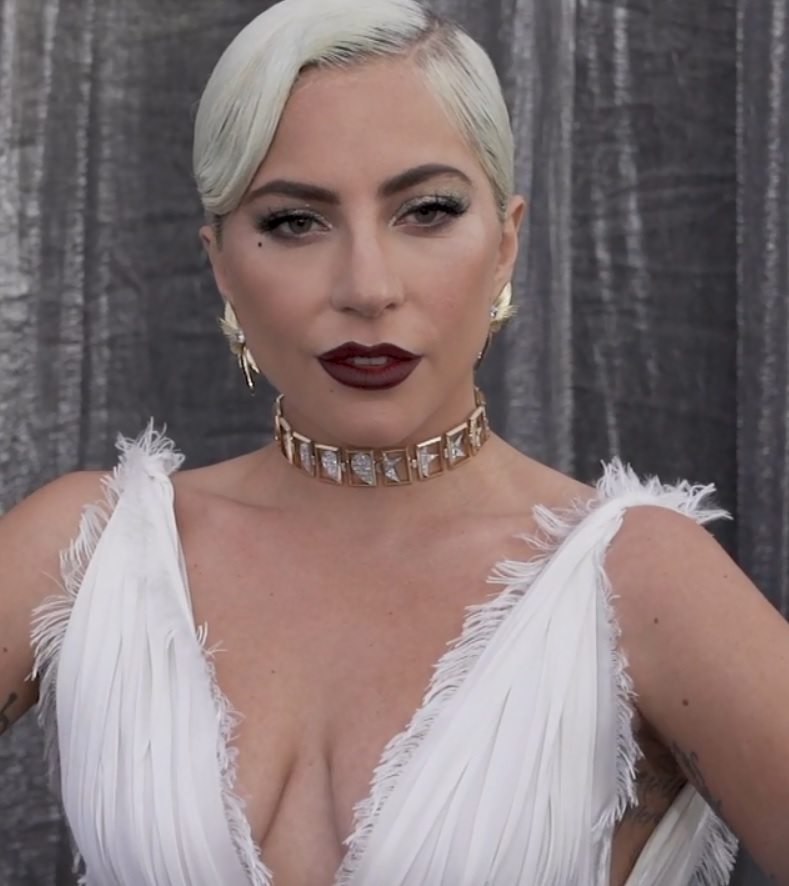
Lady Gaga

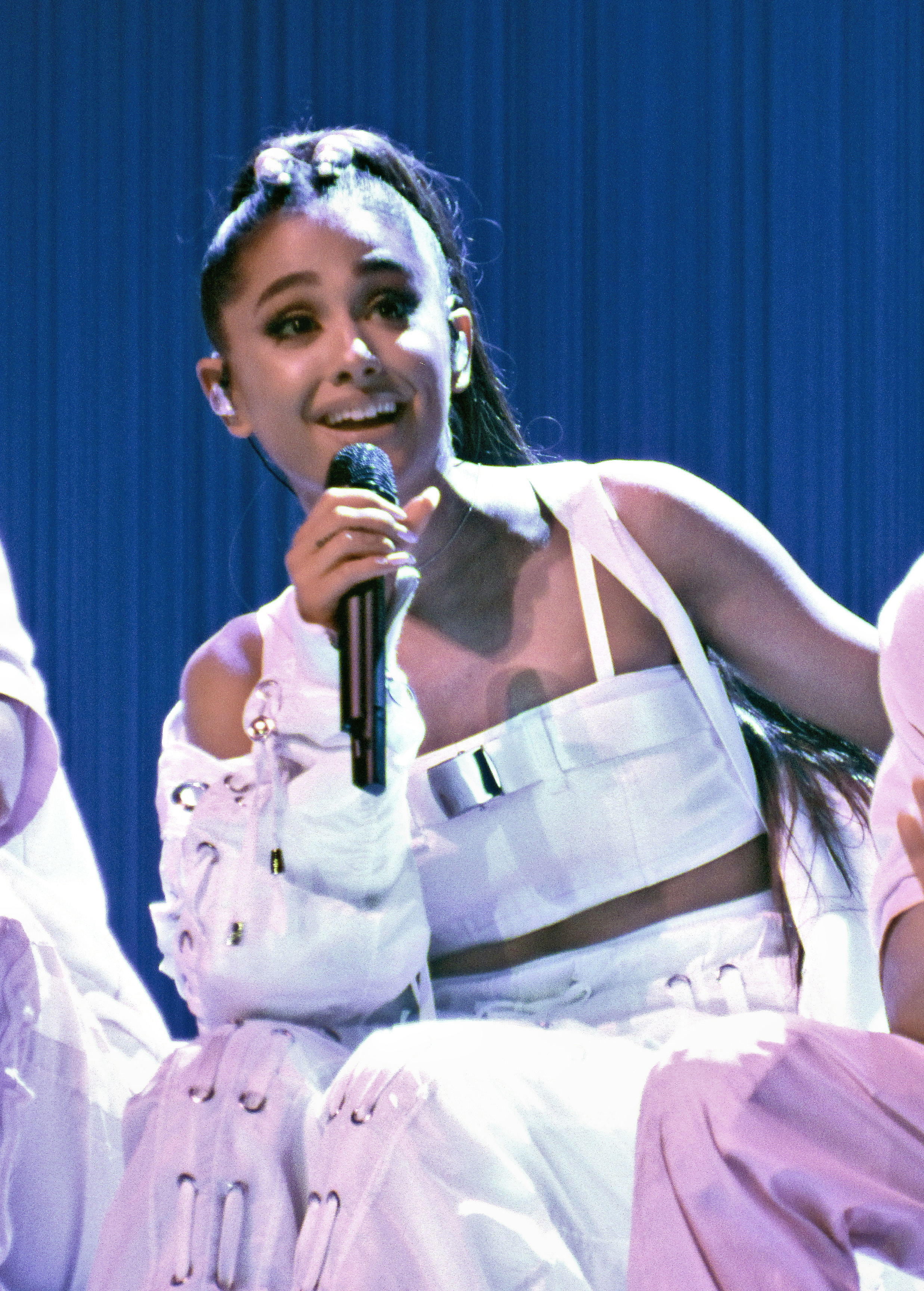
Ariana Grande

Rain on Me ist als vierter Song auf dem Album Chromatica enthalten, das am 29. Mai 2020 veröffentlicht wurde. Der Song selbst erschien bereits am 22. Mai 2020, gleichzeitig mit einem Musikvideo. Bei diesem führte der Filmemacher Robert Rodriguez Regie, der auch den Exploitationfilm Machete Kills aus dem Jahr 2013 drehte, in dem Gaga mitspielte. Im Musikvideo werden die beiden Künstlerinnen in einer regennassen Stadtlandschaft gezeigt und erinnere so an einen apokalyptischen Rave, da die Sängerinnen und ihre Tänzerarmeen Club-Ausrüstung aus den 1990er Jahren tragen, wie Plateaustiefel und Latex-Outfits, die die Vintage-Ästhetik des Tracks abrundeten, so Alexa Camp vom Slant-Magazine. Zunächst liegt Lady Gaga im Video am Boden, in einem ihrer Oberschenkel steckt ein Messer. Sie rappelt sich auf, tanzt im Regen, zieht das Messer schließlich heraus und beginnt eine TikTok-taugliche Tanznummer gemeinsam mit Ariana Grande, wie Julia Anton von der Frankfurter Allgemeinen Zeitung bemerkt. Zudem erinnerten die Künstlerinnen in manchen Einstellungen in ihren kurzen Kostümen und mit wallenden Zöpfen an die Kriegerinnen aus Sailor Moon.
Die Veröffentlichung von Rain on Me und des dazugehörigen Musikvideos am 22. Mai fiel auf den dritten Jahrestag des islamistischen Selbstmordattentats in Manchester. Am 22. Mai 2017 hatte sich kurz nach Ende eines Konzertes von Grandes Dangerous Woman Tour in der Manchester Arena ein Selbstmordattentäter im Foyer der Arena in die Luft gesprengt, wobei 22 Menschen starben und 512 Menschen verletzte wurden. Grande selbst blieb unverletzt und initiierte einige Wochen später ein Benefizkonzert namens One Love Manchester.
Zwei Tage vor der Veröffentlichung des Albums traten die beiden Sängerinnen beim TV-Sender The Weather Channel als Wetterfrauen auf. „Heute gießt es in Strömen. Wir sind völlig durchnässt“, sagt Lady Gaga mit riesiger Sonnenbrille unterm Regenschirm in dem dort gezeigten Videoclip. Grande, aus Beverly Hills dazugeschaltet, berichtet von „sintflutartigen“ Niederschlägen. Den ganzen Sommer über werde es regnen, prophezeit die Sängerin.

## Rezeption

### Rezensionen
Julia Anton von der Frankfurter Allgemeinen Zeitung schreibt in ihrer Kritik, Rain on Me könnte auch ein Clubhit aus den 1990er Jahren sein: „Zum neuen Song von Lady Gaga und Ariana Grande möchte man in einem Club tanzen und sich Rain on me-grölend nach einem Regenschauer sehnen, weil es verdammt heiß ist.“ Gemeinsam hätten Lady Gaga und Grande mit Rain on Me aber noch eine Botschaft kreiert, so Anton: „Female Empowerment“ statt Neid und Missgunst. Die Sängerinnen positionierten sich in der Öffentlichkeit zum weiblichen Zusammenhalt „Frauen fördern Frauen“, und überschütteten sich öffentlich mit Lob.
Bei MTV heißt es, der Song habe das Zeug, zur Pophymne des Jahrzehnts zu werden, „denn poppiger hätte Rain On Me wirklich nicht mehr sein können.“ Mit seinen Beats und zwei der stärksten Stimmen in der Szene erinnere der Song stark an die Tracks der frühen 2000er Jahre, die die Poplandschaft damals ganz neu definiert haben. Weiter fragt sich die Redaktion von MTV, warum die Kollaboration zwischen Lady Gaga und Grande bloß so lange auf sich habe warten lassen.

### Preisverleihungen
American Music Awards 2020
- Nominierung als Collaboration of the Year (Lady Gaga und Ariana Grande)
- Nominierung als Favorite Music Video (Lady Gaga und Ariana Grande)[11]

Grammy Awards 2021
- Auszeichnung als Best Pop Duo/Group Performance (Lady Gaga und Ariana Grande)

MTV Europe Music Awards 2020
- Nominierung als Bestes Video (Lady Gaga und Ariana Grande)
- Nominierung als Bester Song (Lady Gaga und Ariana Grande)
- Nominierung als Best Collaboration (Lady Gaga und Ariana Grande)

MTV Video Music Awards 2020
- Auszeichnung als Best Collaboration (Lady Gaga und Ariana Grande)
- Auszeichnung als Song of the Year
- Nominierung als Video of the Year
- Nominierung als Best Pop
- Auszeichnung für die Beste Kamera
- Nominierung für die Besten visuellen Effekte
- Nominierung für die Beste Choreografie

People’s Choice Awards 2020
- Nominierung als Bester Song (Lady Gaga und Ariana Grande)
- Nominierung als Bestes Musikvideo (Lady Gaga und Ariana Grande)[12]

## Kommerzieller Erfolg

### Chartplatzierungen
Nach seiner Veröffentlichung stieg Rain on Me am 29. Mai 2020 auf Platz eins der britischen Singlecharts ein. Für Grande und Gaga ist es jeweils der sechste Nummer-eins-Hit im Vereinigten Königreich. Am gleichen Wochenende erreichte die Single ebenfalls die Chartspitze der US-amerikanischen Billboard Hot 100.
Mit seiner Nummer-eins-Platzierung in den internationalen Charts von Spotify und iTunes brach der Song zudem den Rekord für die größten „Single-Day-Streams“ für eine rein weibliche Zusammenarbeit in der „Spotify-Geschichte“. Dieser Rekord wurde am 22. Oktober 2022 von Taylor Swifts und Lana Del Reys Song Snow on the Beach gebrochen.
| ChartsChartplatzierungen       | Höchstplatzierung | Wochen |
| ------------------------------ | ----------------- | ------ |
| Deutschland (GfK)              | 9 (15 Wo.)        | 15     |
| Österreich (Ö3)                | 8 (16 Wo.)        | 16     |
| Schweiz (IFPI)                 | 6 (19 Wo.)        | 19     |
| Vereinigte Staaten (Billboard) | 1 (20 Wo.)        | 20     |
| Vereinigtes Königreich (OCC)   | 1 (32 Wo.)        | 32     |

| ChartsJahrescharts (2020)      | Platzierung |
| ------------------------------ | ----------- |
| Deutschland (GfK)              | 99          |
| Österreich (Ö3)                | 74          |
| Schweiz (IFPI)                 | 63          |
| Vereinigte Staaten (Billboard) | 48          |
| Vereinigtes Königreich (OCC)   | 17          |

| ChartsJahrescharts (2021)    | Platzierung |
| ---------------------------- | ----------- |
| Vereinigtes Königreich (OCC) | 99          |

### Auszeichnungen für Musikverkäufe
| Land/Region                  | Auszeichnungen für Musikverkäufe (Land/Region, Auszeichnung, Verkäufe) | Verkäufe  |
| ---------------------------- | ---------------------------------------------------------------------- | --------- |
| Australien (ARIA)            | 5× Platin                                                              | 350.000   |
| Belgien (BRMA)               | Platin                                                                 | 40.000    |
| Brasilien (PMB)              | 3× Diamant                                                             | 480.000   |
| Dänemark (IFPI)              | Platin                                                                 | 90.000    |
| Deutschland (BVMI)           | Gold                                                                   | 200.000   |
| Frankreich (SNEP)            | Gold                                                                   | 100.000   |
| Italien (FIMI)               | Platin                                                                 | 70.000    |
| Kanada (MC)                  | 6× Platin                                                              | 480.000   |
| Neuseeland (RMNZ)            | 3× Platin                                                              | 90.000    |
| Norwegen (IFPI)              | 2× Platin                                                              | 120.000   |
| Österreich (IFPI)            | Platin                                                                 | 30.000    |
| Polen (ZPAV)                 | 3× Platin                                                              | 150.000   |
| Portugal (AFP)               | Platin                                                                 | 10.000    |
| Schweden (IFPI)              | Platin                                                                 | 80.000    |
| Spanien (Promusicae)         | 2× Platin                                                              | 120.000   |
| Ungarn (MAHASZ)              | Gold                                                                   | 2.000     |
| Vereinigte Staaten (RIAA)    | 2× Platin                                                              | 2.000.000 |
| Vereinigtes Königreich (BPI) | 2× Platin                                                              | 1.700.000 |
| Insgesamt                    | 3× Gold · 31× Platin · 3× Diamant ·                                    | 6.112.000 |

Hauptartikel: Lady Gaga/Auszeichnungen für Musikverkäufe

### Auszeichnungen für Musikstreaming
| Land/Region  | Auszeichnungen für Musikverkäufe (Land/Region, Auszeichnung, Verkäufe) | Verkäufe    |
| ------------ | ---------------------------------------------------------------------- | ----------- |
| Japan (RIAJ) | Platin                                                                 | 100.000.000 |
| Insgesamt    | 1× Platin ·                                                            | 100.000.000 |

Hauptartikel: Lady Gaga/Auszeichnungen für Musikverkäufe